# Ben & Co – Beste Freunde
Ben & Co – Beste Freunde oder Die Superkumpel (frz. Le Monde de Pahé) ist eine 74-teilige französische Zeichentrickserie, die unter der Leitung von Paul Leluc  von  Galaxy 7 – Blue Spirit  produziert wurde. Die Animation übernahm Be Films. Die Autoren der Zeichentrickserie waren  Pahé und Christophe Guignement, die die Drehbücher auf Grundlage der bei Éditions Paquet erschienenen Comicbände verfassten. Sie wurde in Frankreich ab 1. August 2009 auf France 3 und in Deutschland ab 1. Juli 2010 von Disney XD gezeigt.

## Handlung
Ben ist ein  Afrikaner und Sebastian ist ein Europäer. Aber wenn es um große Abenteuer geht, ist das egal. Ihre beiden Kulturen vereinigen sich und sie sind eng miteinander befreundet und lassen sich auch von Schwierigkeiten nicht auseinanderbringen.

## Hauptfiguren

### Ben
Ben ist 9 Jahre alt und in Marilou verliebt. Er ist der beste Freund von Sebastian. Er hat eine gelbe Kapuze, eine grüne Hose und braune Haare.

### Sebastian
Sebastian ist ebenfalls neun Jahre alt und ein Europäer. Er ist der beste Freund von Ben. Er hat orange Haare, ein grünes Hemd und blaue Hosen.